# Branislav Ivanović
Branislav Ivanović (srbskou cyrilicí: Бранислав Ивановић; * 22. února 1984 Sremska Mitrovica) je bývalý srbský profesionální fotbalista, který hrával na pozici středního obránce. Svoji hráčskou kariéru ukončil v roce 2021 v dresu anglického klubu West Bromwich Albion FC. V roce 2005 odehrál 1 utkání v dresu reprezentace Srbska a Černé Hory a mezi lety 2006 a 2018 odehrál také 104 utkání v dresu srbské reprezentace, ve kterých vstřelil 13 branek.
Strávil 9 let v anglické Chelsea, se kterou získal 8 trofejí včetně vítězství v Lize mistrů UEFA. V letech 2012 a 2013 získal v Srbsku ocenění Fotbalista roku.

## Klubová kariéra

### Chelsea FC

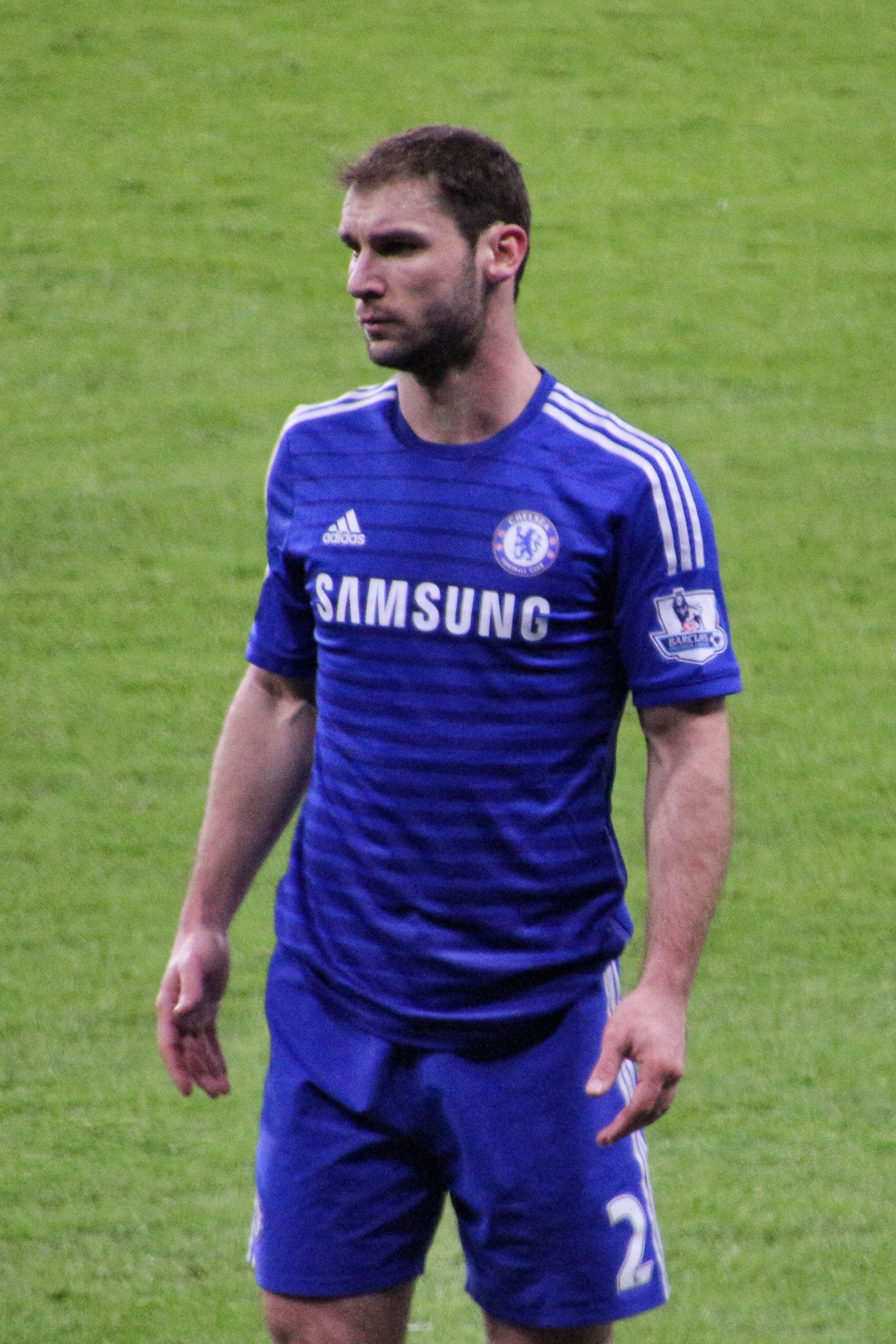
V dresu Chelsea (2015)

31. srpna 2012 nastoupil v Monaku v základní sestavě Chelsea k utkání o evropský Superpohár proti španělskému Atléticu Madrid, v němž se střetávají vítěz Ligy mistrů (tehdy Chelsea FC) a Evropské ligy (tehdy Atlético Madrid). Ivanovič odehrál celý zápas, ale porážce 1:4 zabránit nedokázal.
15. května 2013 slavil se spoluhráči titul v Evropské lize po vítězství 2:1 ve finále nad Benficou Lisabon, v zápase vstřelil vítězný gól v nastaveném čase. Po utkání byl vyhlášen nejlepším mužem zápasu.
5. ledna 2013 ve třetím kole FA Cupu proti domácímu Southamptonu vstřelil gól a přispěl k vítězství Chelsea 5:1. V utkání 34. kola Premier League 2012/13 20. dubna 2013 ho pokousal na horní části ruky uruguayský útočník Liverpoolu Luis Suárez, který za svůj čin nebyl ani vyloučen a v závěru zápasu zařídil vyrovnání na konečných 2:2. Byl však potrestán dodatečně desetizápasovým zákazem startu. 

S Chelsea získal během angažmá celou řadu trofejí včetně triumfu v Lize mistrů UEFA 2011/12.

### Zenit Petrohrad
Koncem ledna 2017 se vrátil půl roku před vypršením smlouvy s Chelsea do Ruska, podepsal kontrakt na 2,5 roku s klubem Zenit Petrohrad.

## Reprezentační kariéra

### Mládežnické reprezentace
S mládežnickou reprezentací Srbska a Černé Hory do 21 let se v roce 2006 zúčastnil Mistrovství Evropy hráčů do 21 let konaného v Portugalsku, kde Srbsko podlehlo 1. června v semifinále Ukrajině 4:5 v penaltovém rozstřelu (zápas skončil 0:0 po prodloužení). Branislav odehrál na turnaji všechny 4 zápasy. Mimo semifinále šlo o duely v základní skupině A – postupně 23. května porážka 0:1 s Německem, 25. května výhra 2:0 nad Portugalskem (Ivanović vstřelil v 65. minutě druhý gól) a 28. května prohra 0:2 s Francií. Na turnaji nosil kapitánskou pásku.
Kapitánem byl i na následujícím Mistrovství Evropy hráčů do 21 let konaném v roce 2007 v Nizozemsku, kde mládežnický celek již samostatného Srbska po výhrách 1:0 nad Itálií a Českou republikou a prohře 0:2 s Anglií obsadil se 6 body první místo základní skupiny B. V semifinále srbský tým vybojoval vítězství 2:0 nad Belgií a ve finále podlehl domácímu Nizozemsku 1:4.

### A-mužstvo
Svůj první zápas za seniorskou reprezentaci Srbska a Černé Hory odehrál 8. června 2005 v přátelském zápase v kanadském Torontu proti týmu Itálie, který skončil remízou 1:1. Ivanović nastoupil na hřiště v 77. minutě za stavu 1:0 pro Srbsko a Černou Horu. Po oddělení Černé Hory v květnu 2006 nastupoval již za samostatné Srbsko.

#### Mistrovství světa 2010
Zúčastnil se MS 2010 v Jihoafrické republice, kam se již samostatné Srbsko kvalifikovalo. Kouč Radomir Antić jej v úvodním utkání s Ghanou 13. června nasadil v základní sestavě, Srbsko prohrálo 0:1. V dalším zápase 18. června proti Německu sehrála srbská defenziva bezchybnou partii a balkánská země zaznamenala hodnotné vítězství 1:0. Celá obranná čtveřice dokázala ubránit produktivní německé útočníky, ale všichni obránci dostali v utkání žlutou kartu (Nemanja Vidić, Branislav Ivanović, Neven Subotić a Aleksandar Kolarov). Ve třetím zápase 23. června proti Austrálii byl Branislav u porážky 1:2, obrana již hrála v jiném složení. Srbsko se ziskem 3 bodů obsadilo poslední čtvrté místo ve skupině.

## Individuální úspěchy
- PFA Tým roku: 2010
- 2× Fotbalista roku v Srbsku – 2012, 2013 [1][2]
- Sestava sezóny Ligy mistrů UEFA – 2014/15[18]
- Nejlepší jedenáctka podle ESM – 2014/15[19]